# The Hacker Ethic
The Hacker Ethic and the Spirit of the Information Age (A Ética dos Hacker e o Espírito da Era da Informação) é um livro escrito pelo filósofo finlandês Pekka Himanen, com prólogo de Linus Torvalds e o epílogo de Manuel Castells, abordando a ética hacker. O título do livro remete à conhecida obra do sociólogo Max Weber A ética protestante e o espírito do capitalismo. Pekka Himanen e Manuel Castells são sociólogos e Linus Torvalds é o criador do sistema Linux.